# 金子正彦
金子 正彦（かねこ まさひこ、1962年11月12日 - ）は、地方競馬の川崎競馬場山田正実厩舎所属だった元騎手。

## 来歴
- 1979年 - 地方競馬騎手免許取得 - 川崎競馬・鈴木喜雄厩舎から騎手デビュー。
  - 11月19日 - 初騎乗（川崎競馬第10競走 - スーパーパワー）
  - 12月22日 - 初勝利（川崎競馬第10競走 - リボルバラ）
- 1998年 - 川崎競馬場における年間最多勝（川崎競馬リーディング）
- 1999年8月 - 第28回戸塚記念で重賞初勝利
- 2002年3月 - 鈴木喜雄調教師引退にともない山田正実厩舎へ所属変更
- 2005年7月 - 通算1000勝
- 2009年6月3日 - 大井競馬場において開催された第55回東京ダービーをサイレントスタメンで制し、同競走初勝利
- 2014年4月 - 18日の川崎2レースでラチャに騎乗して勝利し、通算1200勝達成[1]
- 2017年3月31日 - 現役引退[2]

勝ち鞍の大多数は川崎開催であることから、なかなか他場の厩舎からの騎乗依頼は芳しくなかった。そんな中にあって浦和競馬の冨田藤男厩舎からの騎乗依頼が多かった。
地方通算成績は、16482戦1227勝（重賞11勝）・2着1448回・3着1756回・勝率7.4%・連対率16.2%だった。

## 主な勝ち鞍
1999年
第28回 戸塚記念（川崎） - トッキーステルス
2000年
第46回 平和賞（船橋） - ノトテイオー
2004年
第42回 しらさぎ賞（浦和） - モエレトレジャー
第33回 戸塚記念（川崎） - モエレトレジャー
第14回 埼玉新聞杯（浦和） - モエレトレジャー
第25回 彩の国浦和記念（浦和） - モエレトレジャー
2005年
第51回 桜花賞（浦和） - ミライ
2009年
第12回 クラウンC（川崎） - サイレントスタメン
第55回 東京ダービー（大井） - サイレントスタメン
2012年
第45回 ハイセイコー記念（大井） - ソルテ
2013年
第56回 ニューイヤーカップ（浦和） - ソルテ